# Schefflera menglaensis
Schefflera menglaensis là một loài thực vật có hoa trong Họ Cuồng cuồng. Loài này được H.Chu & H.Wang miêu tả khoa học đầu tiên năm 1990.